# Выборы на Коморских Островах
Выборы на Коморских островах проходят в рамках многопартийной демократии и президентской системы. Президент и большинство мест в Национальной ассамблее Союза Комор избираются прямым голосованием.

## Избирательная история
После Второй мировой войны Коморские острова начали избирать представителей в Национальную ассамблею Франции, и Саид Мохамед Шейх был избран от островов в 1945 году. В следующем году острова впервые избрали Генеральный совет.  В 1952 году Совет стал Территориальной ассамблеей, а в 1962 году - Палатой депутатов.
После обретения независимости в середине 1970-х годов, в октябре 1978 года состоялись первые президентские выборы, единственным кандидатом на которых был Ахмед Абдалла. На парламентских выборах в декабре того же года все кандидаты баллотировались как независимые. Незадолго до парламентских выборов 1982 года Коморский союз за прогресс (Uzdima) был объявлен единственной легальной партией и получил 37 из 38 мест, оставшееся место досталось независимой партии. На президентских выборах 1984 года Абдалла снова был единственным кандидатом, в то время как на парламентских выборах 1987 года «Uzdima» получил все 42 места.
Многопартийную политику вернули в 1990 году, и Саид Мохамед Джохар из «Uzdima» победил на президентских выборах в том году, победив Мохаммеда Таки Абдулкарима во втором туре, заняв второе место в первом туре. Парламентские выборы 1992 года привели к раздробленности законодательного органа: 14 партий получили места, и ни одна из них не получила более семи. Досрочные выборы в следующем году принесли большинство про-президентскому «Движению за демократию и прогресс», которое получило 28 из 42 мест.
Президентские выборы 1996 года выиграл Мохаммед Таки Абдулкарим, а на парламентских выборах позже в том же году «Национальное объединение за развитие», выступающее за Абдулкарима, получило 36 из 43 мест в условиях бойкота оппозиции. В результате государственного переворота следующие президентские выборы состоялись только в 2002 году, когда независимый кандидат Азали Ассумани был избран без сопротивления во втором туре после того, как его оппоненты бойкотировали его. Однако парламентские выборы 2004 года привели к победе оппозиционного «Лагеря автономных островов». На президентских выборах 2006 года победил Ахмед Абдалла Мохаммед Самби. На парламентских выборах 2009 года победило движение «Баобаб», поддерживающее президента.
На президентских выборах 2010 года президентом был избран Икилилу Дуанин. Отложенные парламентские выборы 2015 года привели к еще одному расколу Ассамблеи, в результате чего «Союз за развитие Коморских островов» стал крупнейшей партией, получившей восемь мест.

## Избирательная система

### Президент
Президент Коморских островов избирается на пятилетний срок по системе в два тура. До референдума 2018 года, который внес изменения в избирательную систему, президентство чередовалось между тремя главными островами Коморских островов: Анжуаном, Гранд-Комором и Мохели; когда настала очередь острова занимать пост президента, на этом острове был проведен первый тур, и три лучших кандидата прошли во второй тур, проводившийся по всей стране.

### Парламент
33 места в «Ассамблее Союза» разделены на 24 места, избираемые непосредственно в одномандатных округах по системе двух туров, и девять мест, избираемых «Ассамблеями островов», каждая из которых избирает трех членов.

## Референдумы
На Коморских островах было проведено несколько референдумов. В 1958 году острова проголосовали за новую конституцию Франции, в результате чего они стали частью «Французского сообщества» (отказ привел бы к независимости). В 1974 году был проведен референдум о независимости, в результате которого подавляющее большинство (95%) высказалось за независимость. Однако один остров, Майотта, проголосовал против референдума и впоследствии был отделен от остальной части Коморских островов, чтобы остаться под контролем Франции.
После обретения независимости в октябре 1977 года был проведен референдум о продолжении президентства Али Суалиха; несмотря на голосование "за", Суалих был свергнут в мае следующего года. После его свержения был проведен конституционный референдум, на котором 99% избирателей проголосовали за новую конституцию. Дальнейшие конституционные референдумы были проведены в 1989, 1992, 1996, 2001, 2009 и 2018 годах.